# Andrey Melnichenko
Andrey Melnichenko (Ruso: Андрей Игоревич Мельниченко, Bielorruso: Андрэй Мельнічэнка, nacido el 8 de marzo de 1972 en Gómel, Bielorrusia), es un empresario multimillonario bielorruso.
Con una riqueza personal estimada de 17 900 millones de dólares, en 2021 se posicionó el número 95 en la lista mundial de milmillonarios Forbes (7.º en Rusia).

## Infancia y educación
Andrey Melnichenko terminó el Internado del Centro de Educación Especializada y de Investigación bajo los auspicios de la Universidad Estatal Lomonósov de Moscú. Empezó estudiando física en la Universidad Estatal Lomonósov de Moscú y más adelante, se transfirió a la Universidad de Económicas Plejánov de Rusia en la cual terminó Finanzas.

## Carrera
Desde el 2007, Andrey Melnichenko es miembro de la Mesa del Consejo de Administración de la Unión Rusa de Industriales y Empresarios (RSPP), donde es el presidente de la Comisión de Minería.

## Activos y juntas
En el 2021, se posicionó el número 95 en la lista mundial de multimillonarios Forbes (7º en Rusia).
Los bienes de Andrey Melnichenko incluyen:
- Acciones abiertas EuroChem: el principal productor mundial de fertilizantes minerales y el más grande de Rusia. Andrey Melnichenko es el beneficiario del 100% de las acciones de la compañía.[5]

- Acciones abiertas Siberian Coal Energy Company (SUEK): una de las principales productoras de carbón a nivel mundial y la más grande de Rusia. Andrey Melnichenko es el beneficiario del 92.2% de las acciones de la compañía.[6]

## Elogios
En 2016, Andrey Melnichenko recibió un premio especial del Presidente de Rusia por sus buenas obras y obras de caridad. Según los medios de comunicación, es uno de los principales inversores sociales y filántropos de Rusia.

## Vida personal
Melnichenko se casó con la exmodelo y cantante pop Aleksandra Melnichenko en el sur de Francia en 2005.
Andrey es propietario de dos yates: M/Y A (2008) y S/Y A (2017). Ambos diseñados por Philippe Starck.